# Synagoge (Saarlouis)

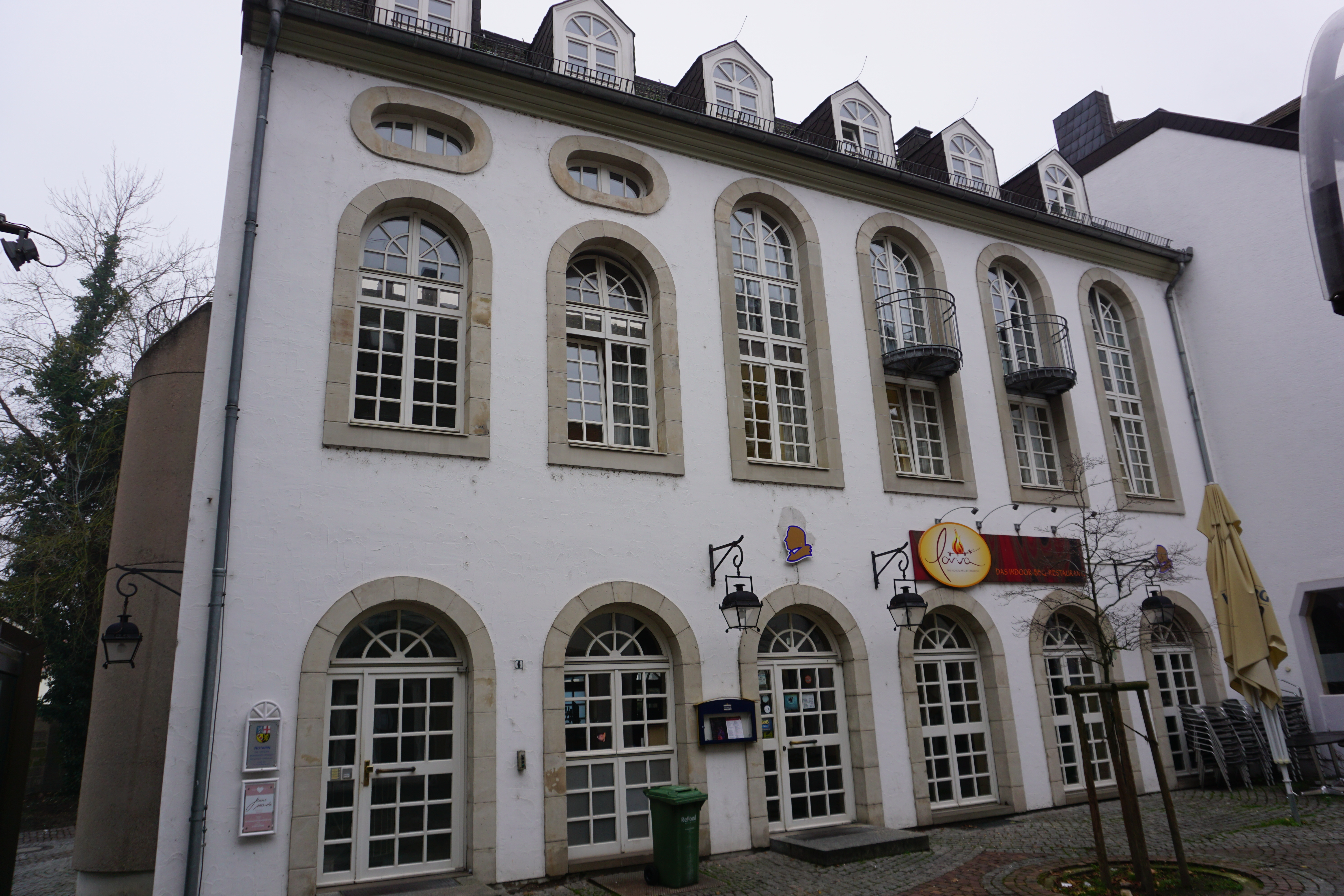
1987 errichteter Neubau an der Stelle der ehemaligen Synagoge (Postgässchen 6). Ansicht Innenhof zwischen Postgässchen und Silberherzstraße

Die Synagoge wurde im Jahr 1828 in der Silberherzstraße/Postgässchen in Saarlouis erbaut und wurde von der jüdischen Gemeinde bis 1938 genutzt. Während der Novemberpogrome 1938 wurde die Inneneinrichtung vollständig zerstört. Im Zuge von Sanierungsmaßnahmen wurde das Gebäude 1983 abgerissen. Im Jahr 1986/87 wurde an dieser Stelle ein Neubau, der sich architektonisch an die alte Synagoge anlehnt, errichtet.

## Synagoge

Toraschrein und Harmonium in der ehemaligen Synagoge Saarlouis

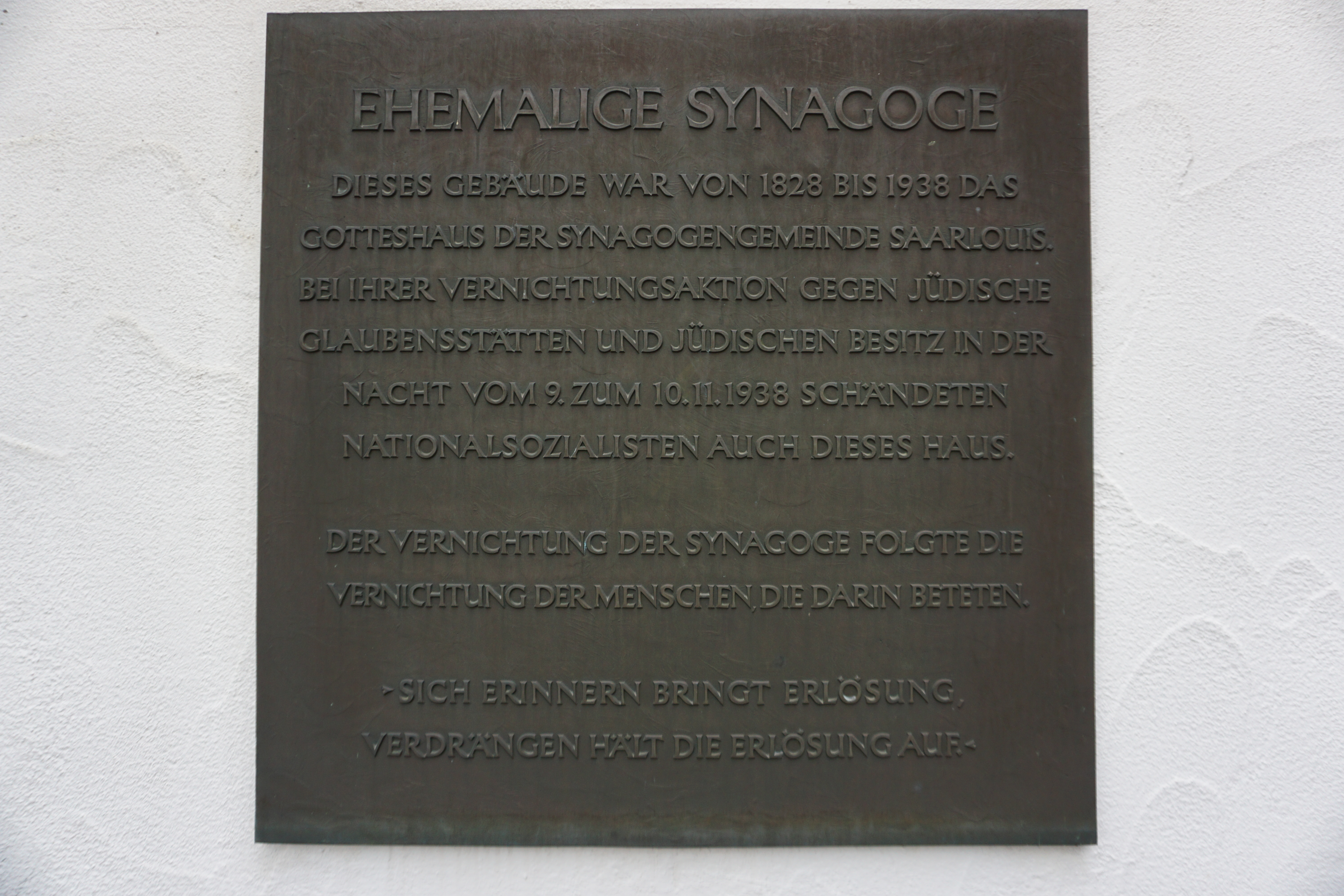
Gedenktafel an die ehemalige Synagoge in Saarlouis und die jüdischen Opfer des Nationalsozialismus

Bereits um 1770 war in Saarlouis ein in einem Privathaus untergebrachter Betsaal vorhanden. Ein zweiter Betsaal kam 1802/1803 hinzu. Nachdem beide für die stark gewachsenen Gemeinde zu klein geworden waren, gab es bereits ab 1820 Bemühungen eine neue Synagoge zu errichten. Die Planungen wurden allerdings durch Spannungen innerhalb der jüdischen Gemeinde immer wieder verzögert. Schlussendlich wurde der Bau der Synagoge durch sechs wohlhabende Gemeindemitglieder privat finanziert. Die Einweihung der Synagoge fand im Jahr 1828 statt. Bei der Synagoge handelte es sich um einen zweigeschossigen Bau mit Rundbogenfenster, Krüppelwalmdach und Mikwe. In den Jahren 1878 und 1915 wurde die Synagoge renoviert und modernisiert. Während der Novemberpogrome 1938 wurde die Inneneinrichtung der Synagoge zerstört. Teile des Inventars wurden auf den städtischen Bauhof verbracht und dort entweder verbrannt oder verrotten gelassen. Auf eine Inbrandsetzung der Synagoge wurde verzichtet. Ab 1938 bis ca. 1963 wurde das Gebäude als Lager und Schreinerei genutzt. Bis 1983 diente die ehemalige Synagoge einer Freikirche als Raum für Gottesdienste. Im Zuge des Sanierungsprojektes Silberherzstraße wurde das Gebäude 1983 abgerissen. 1986/87 wurde dann ein neues Gebäude (Postgässchen 6) errichtet, das architektonisch an die alte Synagoge angelehnt ist. Der Eingang befindet sich im Verbindungshof  auf der Rückseite, zwischen Postgässchen und Silberherzstraße. Das Gebäude beherbergt im Erdgeschoss einen Gedenkraum für die Synagoge und die Geschichte der Juden in Saarlouis. Die ursprünglich 1979 an der ehemaligen Synagoge angebrachte Erinnerungstafel wurde 1987 an der Giebelseite des Neubaus angebracht.

## Jüdische Gemeinde Saarlouis

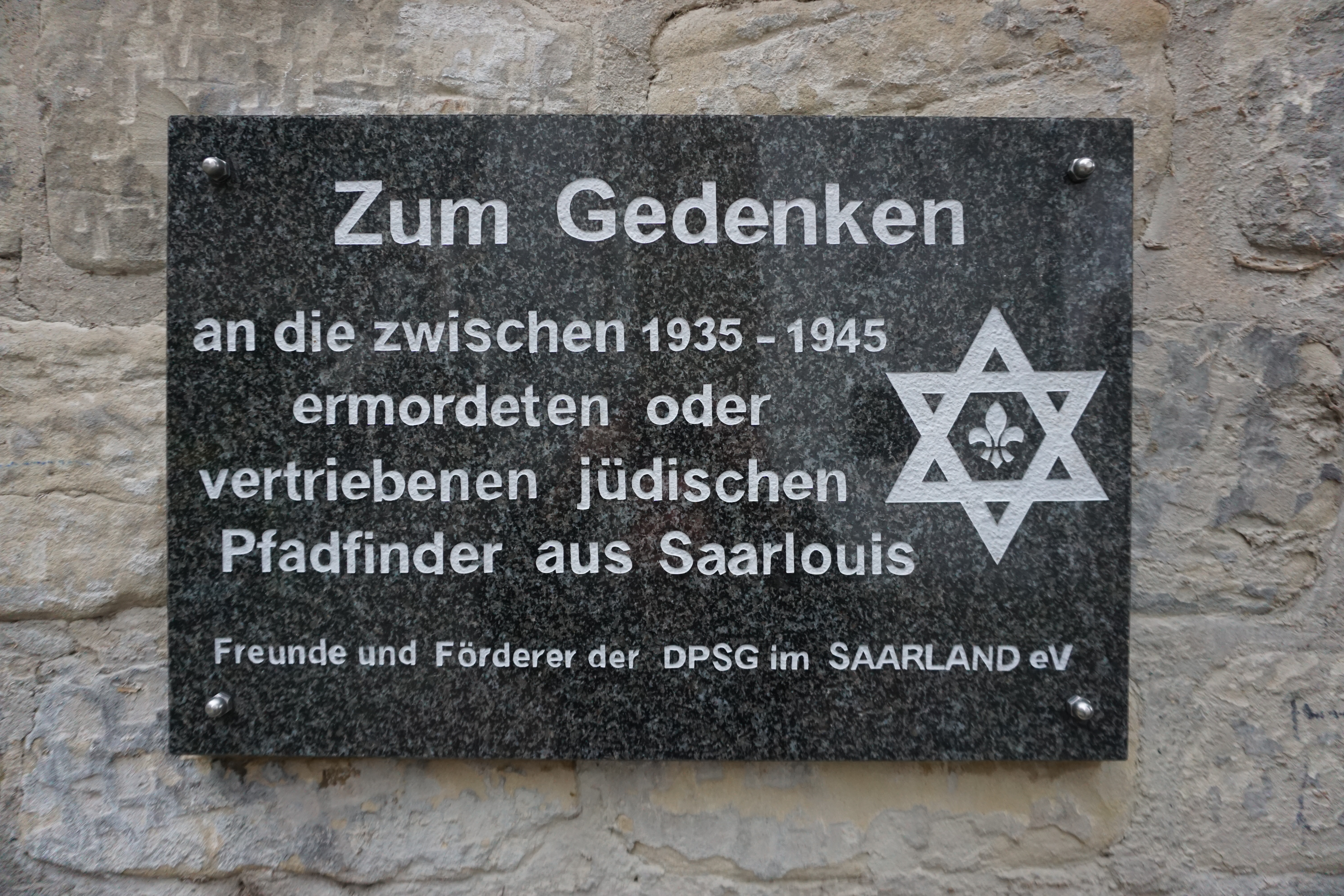
Gedenktafel an die jüdische Pfadfinder Saarlouis die zwischen 1935 und 1945 vertrieben oder ermordet wurden

Erstmals erwähnt werden in Saarlouis ansässige Juden im Jahr 1685, nur fünf Jahre nachdem die Stadt durch Ludwig XIV. gegründet worden war. Bis in das Jahr 1790 kam es allerdings immer wieder zu Auseinandersetzungen zwischen den Mitgliedern der jüdischen Gemeinschaft und der christlichen Bürgerschaft, die 1710 und 1770 zur vorübergehenden Ausweisung der jüdischen Bürger aus der Stadt führten. Hintergrund dieser Auseinandersetzungen waren wirtschaftliche Interessen der christlichen Bürgerschaft. Zur Synagogengemeinde Saarlouis gehörten die jüdischen Einwohner von  Fraulautern, Lisdorf, Wadgassen, Schwalbach, Bous, Differten und Felsberg (ab 1904). Die Gemeinde gehörte zum Rabbinatsbezirk Trier. Bemühungen der Gemeinde um ein eigenes Rabbinat führten bis zum Ende ihres Bestehens nicht zum Erfolg. Bis in das Jahr 1905 wurden die Verstorbenen auf dem jüdischen Friedhof Diefflen beigesetzt. Ab diesem Zeitpunkt verfügte die Gemeinde dann über einen eigenen Friedhof. Zwischen 1828 und 1875 existierte eine jüdische Konfessionsschule in Saarlouis. Meinungsverschiedenheiten über den Inhalt des Unterrichtes und die Führung der Schule zwischen orthodoxen und liberalen  Mitgliedern der Gemeinde, führten im Jahr 1875 dazu, dass diese geschlossen wurde. Ab diesem Zeitpunkt unterhielt die Gemeinde nur noch eine Religionsschule. Der eingestellte Lehrer hatte zeitgleich die Stelle des Vorbeters inne. Ab dem Jahr 1885 war ebenfalls ein Hilfsvorbeter, der auch die Funktion eines Schochet übernahm, eingestellt. Nach dem Volksentscheid 1935 und dem damit verbundenen Anschluss des Saargebietes an das Deutsche Reich emigrierten die meisten jüdischen Einwohner. Viele von Ihnen in das benachbarte Frankreich. Die nach den Novemberpogromen 1938 noch in Saarlouis verbliebenen Mitglieder der jüdischen Gemeinde wurden im Oktober 1940 in das Internierungslager Gurs deportiert. Im August 2019 wurde an der Mauer gegenüber der ehemaligen Synagoge durch die Freunde und Förderer der DPSG im Saarland e. V. eine Gedenktafel für die zwischen 1935 und 1945 vertriebenen oder ermordeten jüdischen Pfadfinder aus Saarlouis angebracht.

### Entwicklung der jüdischen Einwohnerzahl
| Jahr          | Juden | Jüdische Familien |
| ------------- | ----- | ----------------- |
| 1685          |       | 3                 |
| 1788          |       | 15                |
| 1810          | 223   |                   |
| 1824          | 240   |                   |
| 1833          | 254   |                   |
| 1853          | 260   |                   |
| 1895          | 239   |                   |
| 1910          | 307   |                   |
| 1920          | 328   |                   |
| 1927          | 335   |                   |
| 1933          | 364   |                   |
| Dezember 1935 | 95    |                   |
| Mai 1939      | 41    |                   |

Quelle: alemannia-judaica.de; jüdische-gemeinden.de
Im Gedenkbuch – Opfer der Verfolgung der Juden unter der nationalsozialistischen Gewaltherrschaft 1933–1945 und in der Zentralen Datenbank der Namen der Holocaustopfer von Yad Vashem werden 111 Mitglieder der jüdischen Gemeinde Saarlouis (die dort geboren wurden oder zeitweise lebten) aufgeführt, die während der Zeit des Nationalsozialismus ermordet wurden.